# Pittsboro (Misisipi)
Pittsboro es una villa del Condado de Calhoun, Misisipi, Estados Unidos. Según el censo de 2000 tenía una población de 212 habitantes y una densidad de población de 82.7 hab/km².

## Demografía
Según el censo de 2000, había 212 personas, 70 hogares y 48 familias residiendo en la localidad. La densidad de población era de 82,7 hab./km². Había 83 viviendas con una densidad media de 32,4 viviendas/km². El 76,89% de los habitantes eran blancos, el 21,23% afroamericanos, el 0,47% de otras razas y el 1,42% pertenecía a dos o más razas. El 1,42% de la población eran hispanos o latinos de cualquier raza.
Según el censo, de los 70 hogares en el 35,7% había menores de 18 años, el 51,4% pertenecía a parejas casadas, el 14,3% tenía a una mujer como cabeza de familia y el 31,4% no eran familias. El 30,0% de los hogares estaba compuesto por un único individuo y el 15,7% pertenecía a alguien mayor de 65 años viviendo solo. El tamaño promedio de los hogares era de 2,56 personas y el de las familias de 3,23.
La población estaba distribuida en un 22,6% de habitantes menores de 18 años, un 9,4% entre 18 y 24 años, un 33,5% de 25 a 44, un 18,9% de 45 a 64 y un 15,6% de 65 años o mayores. La media de edad era 36 años. Por cada 100 mujeres había 118,6 hombres. Por cada 100 mujeres de 18 años o más, había 121,6 hombres.
Los ingresos medios por hogar en la localidad eran de 46.250 dólares ($) y los ingresos medios por familia eran 49.028 $. Los hombres tenían unos ingresos medios de 37.500 $ frente a los 21.250 $ para las mujeres. La renta per cápita para la ciudad era de 13.975 $. El 1,1% de la población estaban por debajo del umbral de pobreza.

## Geografía
Según la Oficina del Censo de los Estados Unidos, la localidad tiene un área total de 2,6 km², todos ellos correspondientes a tierra firme.